# Ted Casher
Theodore P. „Ted“ Casher (* 1937 in Waterbury, Connecticut; † 22. Januar 2023) war ein US-amerikanischer Jazzmusiker (Saxophon, Klarinette) und Hochschullehrer.

## Leben und Wirken
Casher wuchs in Skowhegan, Maine auf und besuchte die Skowhegan High School, um anschließend an Boston Conservatory/Berklee College of Music und an der Harvard University zu studieren. In seiner weiteren beruflichen Laufbahn unterrichtete er an Highschools in Maine und Rhode Island; später war er Professor in Berklee, an der University of Rhode Island und der Rhode Island School of Music. Casher war weiterhin Mitglied der American Federation of Musicians und der Boston Musicians Association. Als Musiker trat er u. a. in den Swing-Orchestern The Dorsey Brothers, Glenn Miller (Ghost Band), Artie Shaw, Al Corey, Hal McIntyre, Peter Duchin, dem Winiker Family Orchestra auf; außerdem mit Louis Armstrong, Johnny Mathis, Aretha Franklin, Dizzy Gillespie, Harry James, John Denver, Tony Bennett, Jerry Lewis und Tony Orlando.
Casher war musikalischer Leiter des Rhode Island All-Star High School Jazz Ensemble, ferner leitete er All-State Jazz Ensembles in Maine, Rhode Island und Connecticut. Am Berklee College war er an der pädagogischen Albenreihe „Jazz in the Classroom“ beteiligt (das Herb Pomeroy leitete); daneben leitete er die Band Jazz Stompers, mit der er 1981 ein Album veröffentlichte. Im Bereich des Jazz war er laut Tom Lord zwischen 1959 und 2013 an zehn Aufnahmesessions beteiligt, u. a. auch im Herb Pomeroy Ensemble, Dr. Fidgety Dixieland Jazz Band, im Guttmann und zuletzt mit Eli Newberger & The Hot Six (Contemporary Classic Jazz Live).

## Diskographische Hinweise
- Ted Casher Quintet: Movin' Back (TNM Records, 1982)
- The Swing Legacy: Dancing on a Blue Moon (1998)
- The Swing Legacy: Even the Chickens Are Dancing (Mephistopheles, 2006)